# Balderstein

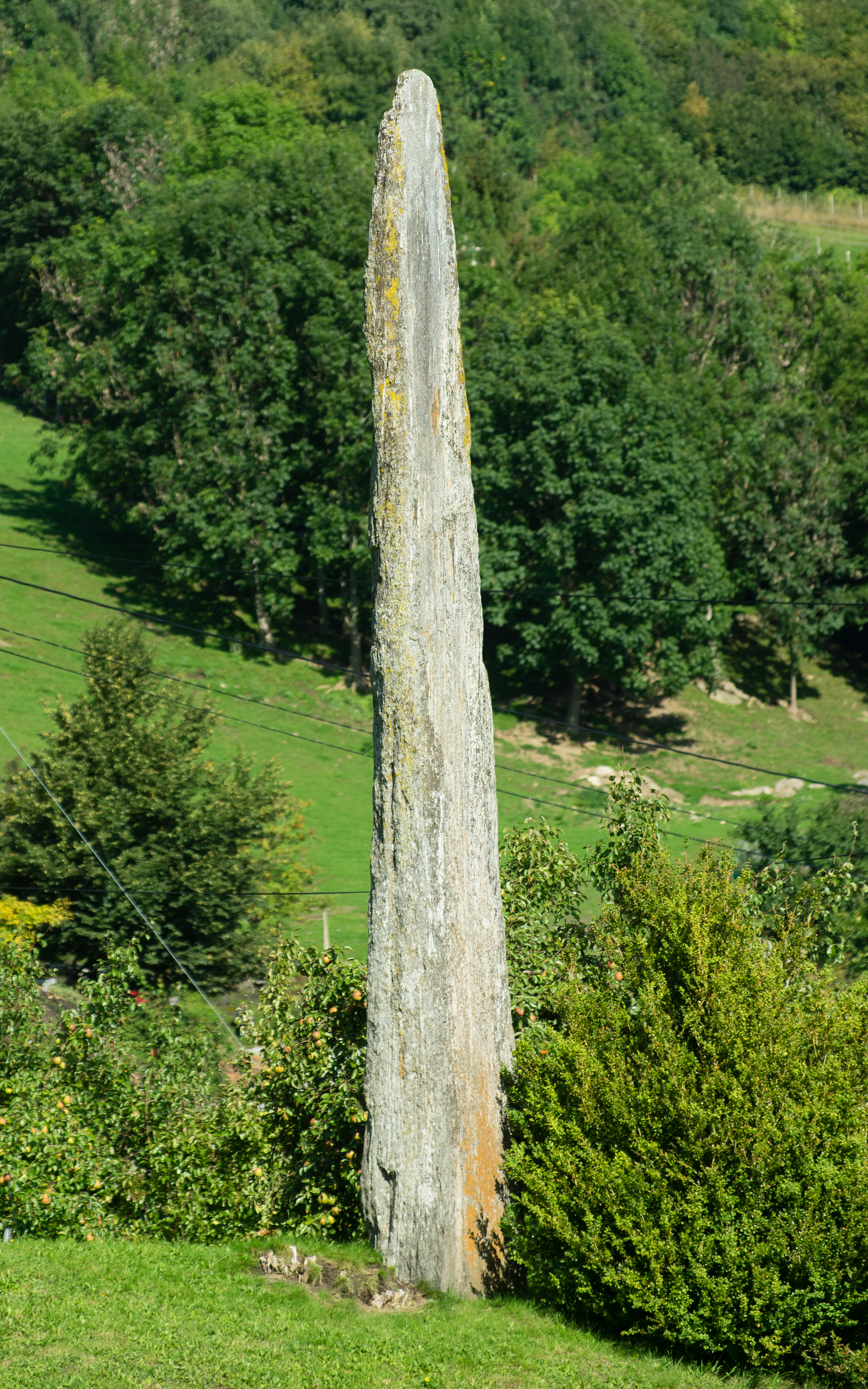
Balderstein

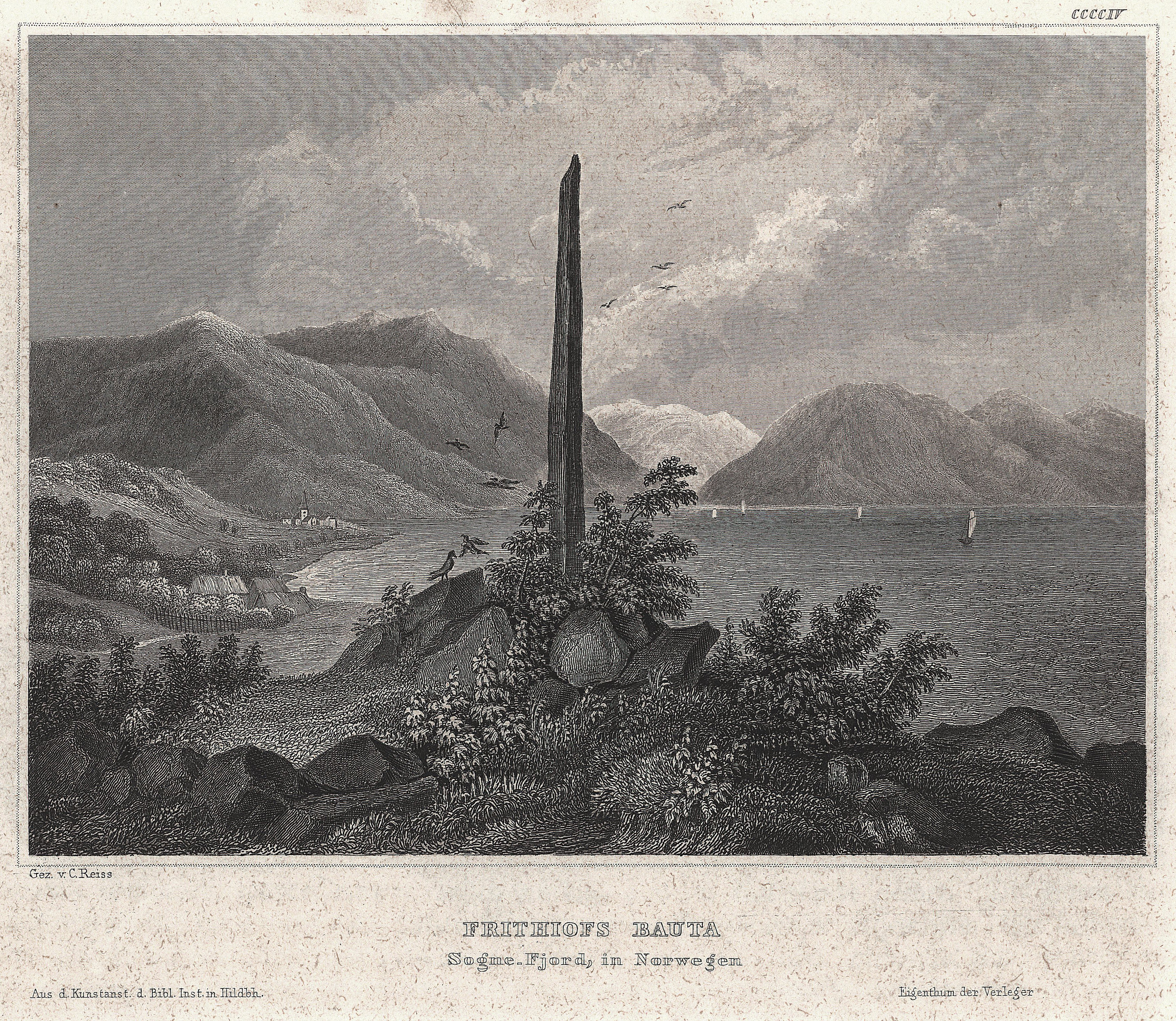
Frithiofs Bauta auf einem Stahlstich von 1842

Der Balderstein ist ein 7,87 Meter hoher schlanker Bautastein neben dem Friedhof von Husabø in Leikanger in der Provinz Vestland. Er ist der größte in Norwegen. Der Bautastein trug über die Jahre mehrere Namen (darunter Fangestykket) und es gibt unterschiedliche Auffassungen über sein Alter und seine Herkunft.
Der Balderstein steht auf einem Hof auf einer kleinen Anhöhe, aber nicht in oder auf einem Hügel. Er muss einmal in einer Gravrøys gestanden haben, die schon lange abgetragen ist. Der Stein ist aus grobkörnigen Gneis. Er ist unten 1,25 m breit und 0,5 m dick. Er verjüngt sich nach oben und endet in einer Spitze. Der Anteil, der unter der Erde liegt, beträgt etwa 2,1 m. Der Stein wiegt etwa 10 Tonnen.
Der Stein wurde als „Ivar Elda Stein“ erwähnt. Snorre erwähnt Ivar Elda als einen mächtigen Mann auf Systrond, der 1184 in der Schlacht bei Fimreite am Sognefjord fiel. Ein weiterer Name ist „Fritjof Gravhøj“ oder „Fritjovstein“, nach einer Hauptfigur der altisländischen Frithjofssage. Der Name des germanischen Gottes Balder findet sich nicht vor dem 20. Jahrhundert, aber andere Namenskombinationen mit Balder in der Gegend sind älter. Die unzähligen Baldernamen gelten als Indiz dafür, dass sich hier eine Kultstätte des heidnischen Gottes befand.
Im Jahr 1994 gab es etwa 100 m südlich umfangreiche Ausgrabungen. Es kam das große Gräberfeld von Baldershagen zutage.